# Haworthia cymbiformis var. incurvula
Haworthia cymbiformis var. incurvula, és una varietat de Haworthia arachnoidea del gènere Haworthia de la subfamília de les asfodelòidies.

## Descripció
Com s'ha dit anteriorment, tampoc hi ha molt de contingut en aquesta varietat. És més petit que la normal i té fulles relativament estretes. S'ha recol·lectat moltes vegades a la mateixa localitat. La flor és molt similar a la de H. gracilis var. minima, però Smith, no obstant això, va afirmar que és continu amb H. cymbiformis.

## Distribució i hàbitat
Aquesta varietat creix a la província sud-africana del Cap Oriental. Creixen en vessants alts de les valls, on aquesta planta és gairebé variable; però a mesura que es baixa, la planta canvia i en un punt de la vall a aproximadament una milla del tipus localitat, en aparença s'acosten a H. cymbiformis. La manera correcta d'establir-ho és mitjançant proves físiques, que no existeixen.

## Taxonomia
Haworthia cymbiformis var. incurvula va ser descrita per John Gilbert Baker i publicat a Haworthia Handbook 124, a l'any 1976.
Etimologia
Haworthia: nom en honor del botànic britànic Adrian Hardy Haworth (1767-1833).
cymbiformis: epítet llatí que significa "en forma de barca".
var. incurvula: epítet llatí que significa "corbada cap a l'interior".
Basiònim
- Haworthia incurvula Poelln.[2]